# The Notorious Mrs. Carrick
The Notorious Mrs. Carrick é um filme mudo britânico de 1924, do gênero policial, dirigido por George Ridgwell e estrelado por Cameron Carr, A. B. Imeson e Gordon Hopkirk. Trata-se de uma adaptação do romance Pools of the Past, de Charles Proctor.

## Elenco
- Cameron Carr - David Carrick
- A.B. Imeson - Tony Tregarthen
- Gordon Hopkirk - Gerald Rosario
- Sydney Folker - David Arman
- Jack Denton - Allen Richards
- Disa - Sybil Tregarthen
- Peggy Lynn
- Basil Saunders - Inspetor Samson
- Arthur Lumley - Owen Lawson